# Вітковський Степан
Степа́н Вітко́вський (Щепан) (пол. Szczepan Wiktor Witkowski; 10 грудня 1893, Львів — 29 травня 1937) — український та польський спортсмен-біатлоніст і футболіст, учасник Олімпійських ігор у Шамоні; перший львівський зимовий олімпієць.

## Життєпис
Степан Вітковський брав участь у двох видах лижних перегонів — гонці військових патрулів — аналог сучасного біатлону — та лижному марафоні на 50 кілометрів.
1924 року Степан Вітковський поїхав на Зимові Ігри у складі команди військового лижного патруля, проте цього виду не було в офіційній програмі Ігор, однак шість країн прислали своїх представників. Після триденної подорожі поїздом польська команда прибула до Шамоні та одразу змушено виходить на старт незнаної та досить важкої траси.
Польська команда бігла як вміла, Вітковський навіть зомлів перехвилювавшись, але мужньо продовжував боротьбу разом з колегами. Але коли командир патруля поламав лижі, команда припинила змагання.
Того ж дня після обіду відбувся марафонський біг на 50 кілометрів. На такі довгі дистанції Вітковський ніколи не бігав, але заповзявся закінчити — бодай одну олімпійську дисципліну — тому набравшись відваги вийшов на старт разом з 32-ма суперниками. Мороз сягав 18 °C, дванадцять учасників зійшли з дистанції, першим фінішував триразовий чемпіон Шамоні норвежець Торлейф Геуг.
Вітковський, як писала львівська преса, «біг на якихось античних нартах із довгими палицями і мав дорогою чимало пригод». На трасі він кілька разів падав, по тому зламав лижу, але й далі пересувався — на одній — доти, доки якийсь глядач не позичив йому своєї. Та все-таки фінішував, хоча й останнім, відставши від переможця більше як на 2 години.
Більше відомий як футболіст у барвах львівського клубу «Чарні», центральний півзахисник з хорошими фізичними даними провів п'ять лігових сезонів — 1927—1931 роки, зіграв 98 матчів та забив 5 голів.
Був найстаршим гравцем команди, закінчив виступи на футбольному полі майже у 39 років.
Кожної зими перебував у Славському — там де володів пансіонатом, куди з'їжджалися аматори лижного спорту, їм перший зимовий олімпієць служив інструктором. Власне, завдяки його старанням у Славському збудували 45-метровий трамплін.
Першого львівського зимового олімпійця спіткав тиф, ймовірніше за все черевний, від якого він помер у Стрийській лікарні у віці неповних 45 років.